# Linux-libre
Linux-libre（リナックス・リブレ、[ˈlɪnəks ˈliːbrə]）は、オペレーティングシステムカーネルで、Linuxカーネルの修正バージョンから続いているGNUプロジェクトのパッケージである。
このプロジェクトの目的は、ソースコードを含まなかったり、ソースコードが難読化されていたり、プロプライエタリなライセンスの元にリリースされていたりするようなソフトウェアを全てLinuxカーネルから除去することで、完全に自由なカーネルを作ることである。
Linuxカーネルのうちソースコードがない部分はバイナリ・ブロブと呼ばれ、主にプロライエタリなファームウェアがそれに該当する。バイナリ・ブロブは通常再配布可能であるが、ユーザーによる改変や、リバースエンジニアリングは通常許可されていない。

## 歴史
Linuxカーネルは1996年にバイナリ・ブロブを含めて始動した。バイナリ・ブロブを取り除く作業はgNewSenseのfind-firmwareおよびgen-kernelとして2006年に開始された。BLAG Linuxディストリビューションは2007年にバイナリ・ブロブの除去と共にこの作業をさらに推し進め、Linux-libreが生まれた。
Linux-libreはFree Software Foundation Latin America (FSFLA) により初めてリリースされ、完全にフリーなLinuxディストリビューション用の価値あるコンポーネントとしてフリーソフトウェア財団 (FSF) が支持した。Linux-libreは2012年3月にGNUプロジェクトのパッケージとなった。アレシャンドリ・オリヴァがこのプロジェクトのメンテナである。

## プロプライエタリ・ファームウェアの除去

Linux-libreのマスコットであるFreedoとGNUロゴ

### 方法
除去プロセスはdeblob-mainと呼ばれるスクリプトを使用することで達成された。deblob-mainはgNewSense用に使用されるスクリプトに影響されている。Jeff MoeはBLAG Linux and GNUディストリビューションで使用できるように、このスクリプトを後に修正した。他にも別のスクリプトとして、deblob-checkと呼ばれるものもある。これはカーネルソースファイル、パッチまたは圧縮されたソースファイルにプロプライエタリと疑われるソフトウェアが含まれているどうかをチェックするために使用される。

### 効果
自由ソフトウェアのみのシステム実行を第一に意図された効果とは別に、ユーザーの調査や修正が許可されないデバイスファームウェアを実際に除去してみると、肯定的な効果と否定的な効果が両方生ずることになる。
利点にはバグ、セキュリティ問題や（バックドアのような）悪意のある操作に対する検査ができず、またそれらが判明した場合でもLinuxカーネルメンテナーだけでは修正できないデバイスファームウェアを除去することが挙げられる。バイナリ・ブロブが入っているシステムは悪意のあるファームウェアにより危険にさらされる可能性があり、さらにメーカーが提供するファームウェアのセキュリティ検査ができなければ、たとえ無害なバグであっても起動しているシステムの安全性を低下させる可能性がある。
カーネルからプロプライエタリ・ファームウェアを除去することの欠点には、自由ソフトウェアにより代用ができない特定のハードウェアが機能しなくなることが挙げられる。これは特定のサウンドカード、ビデオカード、TVチューナーカード、そして（特に無線用の）ネットワークカードに影響する。可能であれば、b43やcarl9170、ath9k_htcといった無線カードドライバ用のopenfwwfのような、自由ソフトウェアの代替ファームウェアが代用品として提供される。

## ハードウェア
Linux-libreは自身がサポートする、プロプライエタリなドライバやファームウェアを必要としないデバイス用に、corebootのようなフリーのドライバを使用する。フリーソフトウェア財団の "Respects Your Freedom" (RYF) コンピュータハードウェア製品の認証プログラムは、ユーザーの自由とプライバシーを尊重するハードウェアの作成と販売を奨励し、ユーザーによる自身のデバイスの制御を保証することを目指している。

## 利用
バイナリ・ブロブを除去したLinuxカーネルのソースコードとプリコンパイルされたパッケージは、Linux-libreスクリプトを使用するディストリビューションから直接利用可能である。Freed-oraはFedoraカーネルをベースとしたRPMパッケージを用意し維持するサブプロジェクトである。Debian (Lenny) やUbuntu（Hardy、IntrepidやJaunty）のようなDebianの派生ディストリビューション用にプリコンパイルされたパッケージもある。

## ディストリビューション

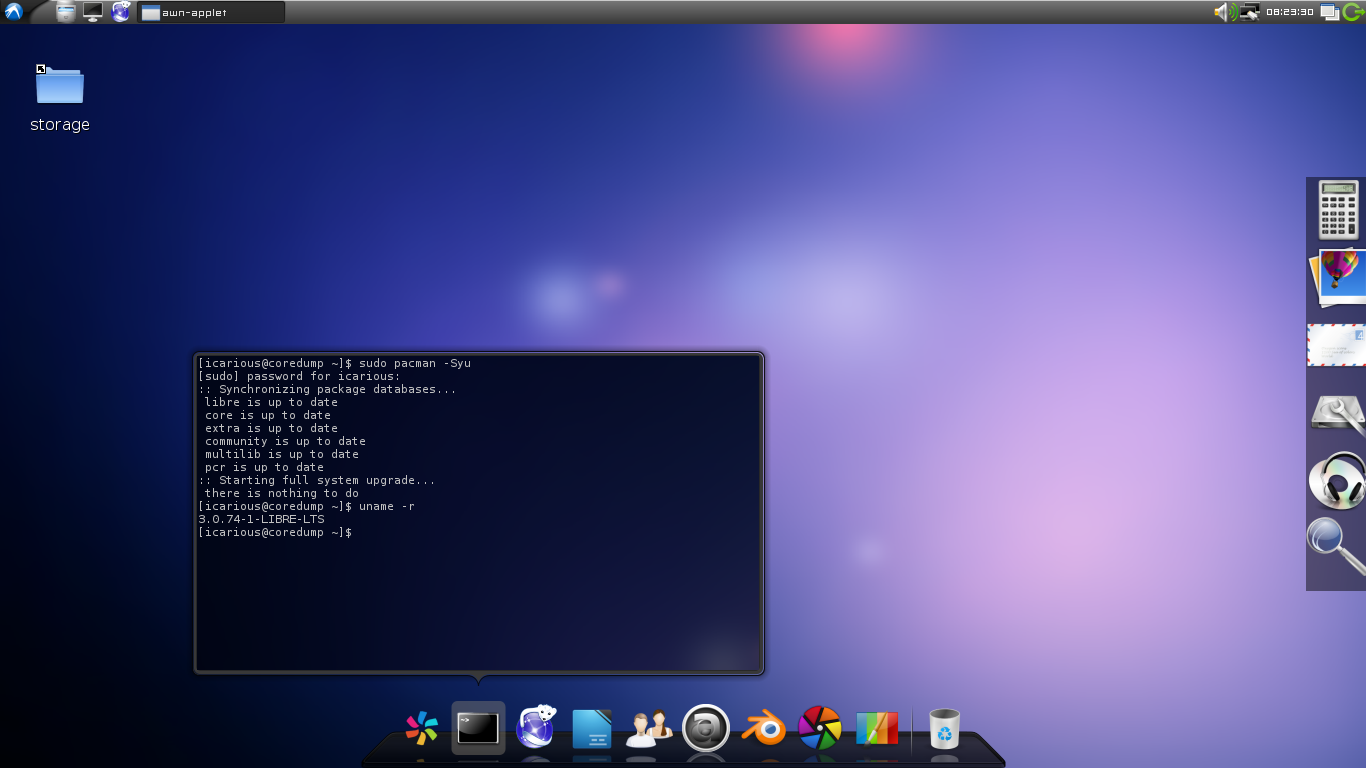
Parabola GNU/Linux-libreはデフォルトのカーネルとしてLinux-libreを使用する。

Linux-libreをデフォルトのカーネルとするディストリビューションを以下に示す。これらのOSはGNU FSDGにも適合する。
- Dragora GNU/Linux-Libre[24]
- dyne:bolic（英語版）[25]
- GuixSD[26]
- Musix GNU+Linux（英語版）[27]
- Parabola GNU/Linux-libre
- Trisquel GNU/Linux[28]

Linuxをデフォルトのカーネルとして使用し、代わりのカーネルとしてLinux-libreを推薦するディストリビューションを以下に示す:
- Arch Linux[29]
- Canaima（英語版）[30]
- Gentoo Linux[31][32]